# Затеченское
Затеченское — село в Далматовском районе Курганской области. Административный центр Затеченского сельсовета.

## История
До 1917 года входило в состав Далматовской волости Шадринского уезда Пермской губернии. По данным на 1926 год состояло из 352 хозяйств. В административном отношении являлось центром Затеченского сельсовета Далматовского района Шадринского округа Уральской области.

## Население
| 1989 | 2002 | 2010 |
| ---- | ---- | ---- |
| 842  | ↘695 | ↘686 |

По данным переписи 1926 года в селе проживало 1681 человек (801 мужчин и 880 женщин), в том числе: русские составляли 100 % населения.